# 黑尔施贝格
黑尔施贝格是德国莱茵兰-普法尔茨州的一个市镇。总面积11.55平方公里，总人口859人，其中男性451人，女性408人（2011年12月31日），人口密度74人/平方公里。